# Balkanizacija
Balkanizacija je pojam koji označava proces raspada višenarodnih država u nacionalne države. Taj proces je određen etničkim, vjerskim i kulturnim osnovama uz vanjske nemire i nestabilnost.
Temeljno načelo koja je omogućilo nastanak suverenih država, je pravo na samoodređenje naroda, koje je nastalo osobito pod utjecajem ideje bivšeg predsjednika SAD Woodrowa Wilsona.
Pojam je izvorno nastao nakon raspada Osmanskog carstva tijekom 19. stoljeća i s kasnijim raspadom Austro-Ugarske nakon Prvog svjetskog rata. Postao je učestao za vrijeme ratova za raspad Jugoslavije u 1990-tima.
Tada su stvorene nove države, uključujući i Kraljevinu SHS. Stvaranje SFR Jugoslavije imalo je pak za posljedicu ratove u devedesetim godinama prošloga stoljeća.
Pojam se ponekada koristi i za opis procesa propadanja ili raspadanja velikih struktura. 

## Vanjske poveznice
- Jugonostalgičarsko viđenje balkanizacije od strane Stipe Šuvare i hrvatske ljevice iz 2002. godine
- Članak u vjesniku: Balkanizacija Hrvatske kulture[neaktivna poveznica]